# Bromură de alil
Bromura de alil este un compus organic utilizat ca agent alchilant în obținerea polimerilor, produselor farmaceutice și a altor compuși organici. Este un compus incolor, lichid și cu un miros intens, acru și persistent. Este mai reactivă dar mai scumpă decât clorura de alil.

## Obținere
La nivel industrial, bromura de alil este obținută din alcool alilic. O metodă alternativă presupune reacția dintre clorura de alil și acid bromhidric în prezență de bromură de cupru.

## Proprietăți
Bromura de alil este utilizată în mare parte pentru caracterul său electrofil și pentru reactivitatea sa ridicată ca agent alchilant.

## Legături externe
- en Intrare la chemicalland21.com